# Спасо-Преображенский собор (Димитровград)
Свято-Преображенский собор — православный храм в городе Димитровграде, кафедральный собор Мелекесской епархии Симбирской митрополии Русской православной церкви.

## История
С 1879 года, на месте нынешнего Спасо-Преображенского храма, находился каменный Свято-Никольский храм с двумя престолами: св. Николая Чудотворца и св. апп. Петра и Павла, рассчитанный на 2500 верующих, 19 августа того же года он был освящён. Новый каменный храм был расположен на Казанско-Оренбургском тракте, на Старозаводской улице (ныне улица Куйбышева). При церкви Николая Чудотворца действовала библиотека и церковно-приходская школа. На соседней Хлебной площади ежегодно проводилась зимняя Никольская ярмарка, и каждый раз перед её началом и перед большими праздниками церковь тщательно белилась — поэтому её традиционно называли «белой», для отличия от соседней «красной», возведенная в 1894 году архитектором Т. С. Хилинским, краснокирпичная церковь святого Александра Невского до наших дней также не сохранилась. Церковь Николая Чудотворца была закрыта в 1935 году, а спустя два года её здание было разрушено. В 2000 году на этом месте была построена часовня, спустя два года хозяйственное здание было приспособлено под церковь, которую освятили во имя Николая Чудотворца. Сегодня она находится на прихрамовой территории нового Спасо-Преображенского храма. В 2007 году храм был освящён архиепископом Симбирским и Мелекесским Проклом. В 2012 году возведён в статус кафедрального собора. С 2013 года настоятелем храма является Епископ Мелекесский и Чердаклинский Диодор.

## Духовенство
На сегодняшнее время духовенство состоит из:
- Епископ Мелекесский и Чердаклинский Диодор (Исаев) — настоятель.
- Протоиерей Виктор Казанцев — почётный настоятель.
- Протоиерей Сергий Лялин — ключарь.
- Игумен Пимен (Трофимчук)
- Иерей Александр Фомин
- Иерей Виктор Венедиктов
- Иерей Дионисий Мухлынин
- Диакон Максим Чертухин
- Диакон Игорь Точилкин
- Иеродиакон Виталий Свиридов

## Престольный праздник
Преображение Господне — 19 августа

## Современное состояние
При храме действует воскресная школа, проходят занятия по Закону Божьему, по рукоделию, рисованию. Просмотр фильмов и мультфильмов, чаепитие. Приглашаются все: и взрослые и дети. Занятия проводятся каждое воскресение в часовне Казанской иконы Божией Матери рядом с Собором.